# Comuna Stara Pisocina, Horodok
Stara Pisocina (în ucraineană Стара Пісочна) este o comună în raionul Horodok, regiunea Hmelnîțkîi, Ucraina, formată din satele Nova Pisocina și Stara Pisocina (reședința).

## Demografie
Componența lingvistică a comunei Stara Pisocina
     Ucraineană (98,8%)
     Alte limbi (1,2%)
Conform recensământului din 2001, majoritatea populației comunei Stara Pisocina era vorbitoare de ucraineană (98,8%), existând în minoritate și vorbitori de alte limbi.